# Bato (mitología)

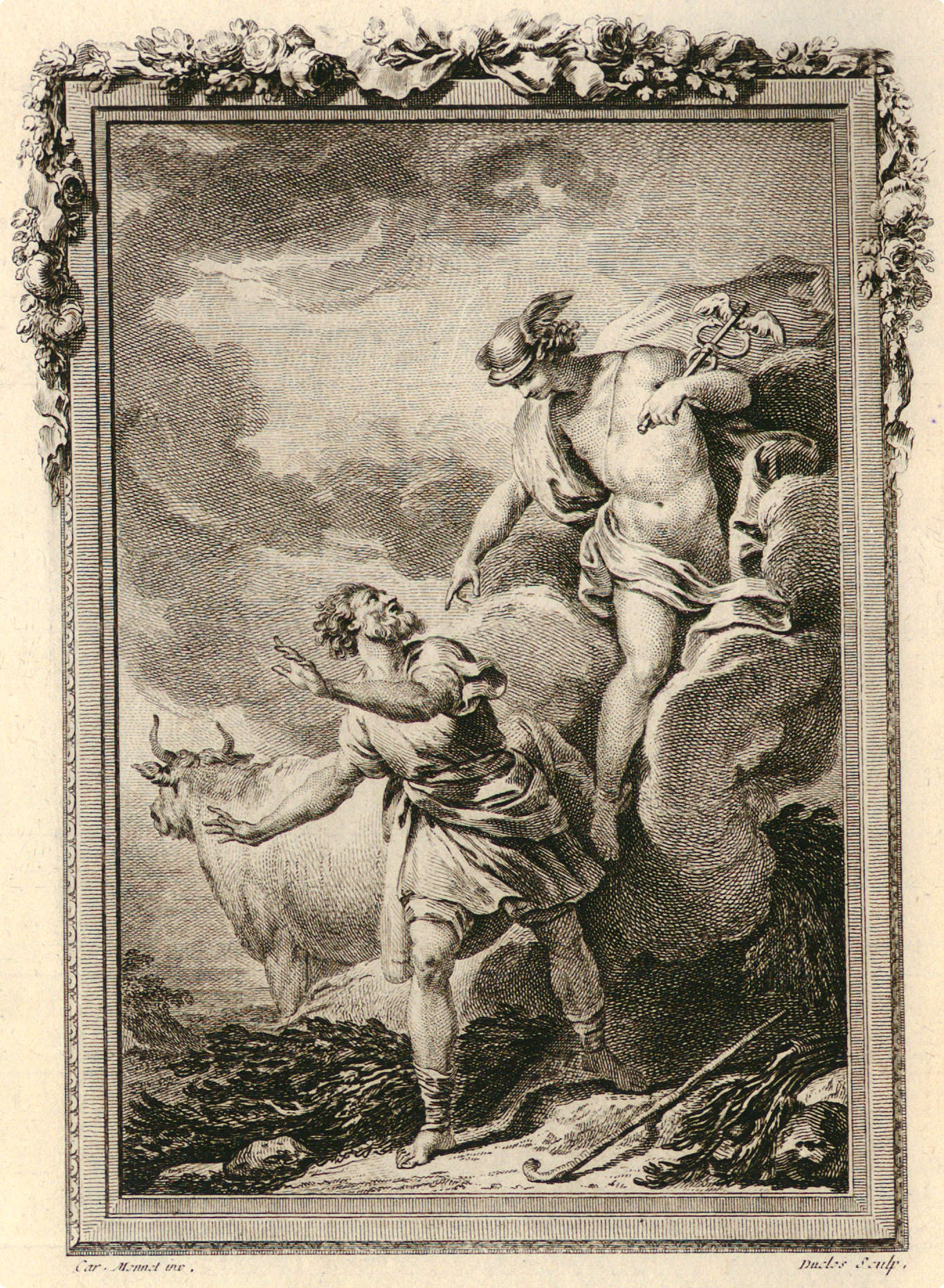
Mercurio convirtiendo a Bato en piedra con su toque.

Bato (Βάττος) es un personaje de la mitología griega. Se discute si Bato eran dos o era uno: sincretismos aparte, parece que ambos tenían problemas con las palabras. El radical griego hace referencia a la tartamudez, aunque Heródoto sugirió que era el equivalente libio del «rey».
Lo que se conoce de Bato es lo siguiente: parece que su tartamudez viene de haber asistido en secreto a los ritos de las Tesmoforias, a los que no tenía acceso; tras esto marcha a fundar Cirene, en el golfo de Sirte, en África. Su voz tenía —se dice— doble efecto: espantaba a los leones, y éstos le devuelven a cambio o como tributo, el comercio de la palabra. Dejando de lado interpretaciones a lo Brelich, que relacionaba sus dificultades con el habla con la castración o la disminución sexual o la relación entre la deformidad y el héroe que estudia el profesor de la Universidad de Trento Maurizio Giangiulio, tenemos una doble vertiente del Bato fundador: por un lado, asume el papel clásico de los héroes civilizadores como oikistés; por el otro, el del portador del miasma sin purificar, que es sonreído por los dioses.
La segunda aparición de Bato o la nueva con el mismo nombre, la refiere por extenso el escritor romano Ovidio. Bato era un anciano pastor que se apercibe del robo del joven Hermes de los bueyes de Apolo. Sobornado con uno de los bueyes, promete a Hermes su silencio, pero el joven dios no debía de confiar mucho, pues adoptando otra imagen intentó comprar el silencio prometido; al acceder Bato a revelar cuanto sabía, queda convertido en una piedra para señalar el camino, que es una excelente manera de silenciar al que sabe.
Catulo lo conoce, y nos lo nombra en su libro de cármenes; hasta el siglo XX viaja, para aparecer en la obra Industrias y andanzas de Alfanhuí, de Rafael Sánchez Ferlosio: uno de los ladrones ocultos en el pajar se llama el «Bato»; su compañero «Faulo», es, sorprendentemente, mudo.
En El amor enamorado, de Lope de Vega, aparece Bato como villano.